# استفان لوگرن
استفان لوگرن (انگلیسی: Stefan Lövgren؛ زادهٔ ۲۱ دسامبر ۱۹۷۰) بازیکن فوتبال اهل سوئد است.
او همچنین در تیم ملی فوتبال تیم ملی هندبال سوئد بازی کرده‌است.
استفان لوگرن در مسابقات کشوری و بین‌المللی در مجموع برندهٔ ۵ مدال طلا، ۴ مدال نقره، ۱ مدال برنز شده‌است.